# ジーン・アルフレッド・フルニエ
ジャン・アルフレッド・フルニエ（Jean Alfred Fournier、1832年5月21日 ‐ 1914年12月25日）は、フランスの皮膚科学、梅毒学の医師。

## 経歴
パリ市の生まれ。1860年に医学博士。1875年頃に脊髄癆の梅毒起源説を発表。
1879年、進行麻痺の梅毒起源説を発表（これはのちの1913年に野口英世とムーアにより進行麻痺患者の大脳皮質内にトレポネーマが確認され証明された）。
1879年、サン・ルイ病院皮膚科梅毒学講座初代教授。1901年衛生・道徳的性病予防フランス協会を設立を提唱。
1883年に臨床講義にて外性器・会陰部から急速に拡大するI型壊死性軟部組織感染症を取り上げ、後にフルニエ壊疽と呼ばれるようになる。
没後1932年パリに梅毒撲滅のためのフルニエ研究所が開設された。